# Jennette Bradley

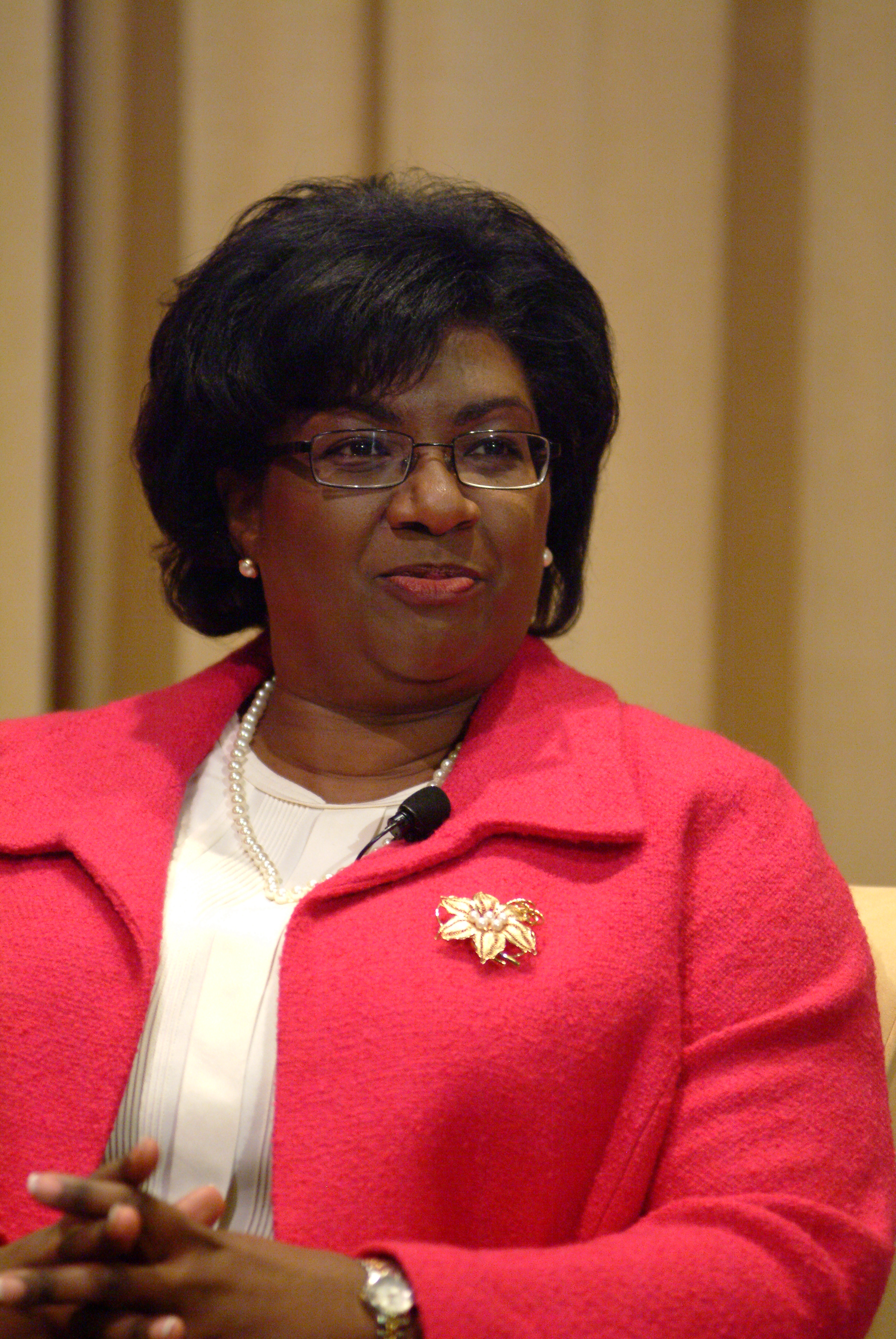
Jennette Bradley, 2009

Jennette B. Bradley (* 2. Oktober 1952 in Columbus, Ohio) ist eine US-amerikanische Politikerin. Zwischen 2003 und 2005 war sie Vizegouverneurin des Bundesstaates Ohio.

## Werdegang
Jennette Bradley besuchte bis 1970 die East High School in ihrer Heimatstadt Columbus. Anschließend studierte sie bis 1974 an der Wittenberg University in Springfield Psychologie. Später arbeitete sie für die städtische Behörde Columbus Metropolitan Housing Authority, deren Leiterin sie zwischenzeitlich wurde. Nach einer dreijährigen Zeit in der Bundeshauptstadt Washington, D.C. kehrte sie 1989 nach Columbus zurück, wo sie als Geschäftsführerin (Senior Executive) für die Huntington National Bank arbeitete.
Politisch schloss sich Bradley der Republikanischen Partei an. Zwischen 1991 und 2003 saß sie als erste Afroamerikanerin im Stadtrat von Columbus. 2002 wurde sie an der Seite von Bob Taft zur Vizegouverneurin von Ohio gewählt. Dieses Amt bekleidete sie zwischen 2003 und 2005. Sie war erst die dritte Frau und die erste Afroamerikanerin in diesem Amt. Gleichzeitig übte sie einige andere Regierungsämter aus. So war sie beispielsweise Handelsministerin ihres Staates. Dabei war sie politisch in Ohio umstritten. Im Jahr 2005 trat sie als Vizegouverneurin zurück. Danach wurde Bruce Johnson zu ihrem Nachfolger ernannt. Nach dem Ende ihrer Zeit als Vizegouverneurin war sie von 2005 bis 2007 Finanzministerin von Ohio.